# Mathias Mestre
Mathias Mestre est un homme politique français né en 1733 à Sainte-Foy-la-Grande (Gironde), où il est décédé en 1803.
Avocat à Sainte-Foy, il est député du tiers état aux États généraux de 1789 pour la sénéchaussée de Libourne. Il vote avec la majorité.